# Velocimetria por imagem de partículas
Velocimetria por imagem de partículas (PIV, do inglês Particle Image Velocimetry) é um método óptico que permite a visualização e a análise do movimento de partículas em fluidos. O fluido é alimentado por partículas traçadoras que, quando suficientemente pequenas, seguem a dinâmica do escamento (o grau com que as partículas seguem o escoamento é representado pelo [number|número de Stokes]). O fluido contendo tais partículas é iluminado de forma que elas sejam visíveis. O movimento das partículas é usado para calcular o campo de velocidades do escoamento estudado.
Outras técnicas usadas para medir escoamentos são a velocimetria laser e a anemometria de fio quente (hot-wire anemometry, em inglês). A principal diferença entre o PIV e estas outras técnicas é a capacidade de se medir campos vetoriais bidimensionais, ou até tridimensionais, enquanto o LDV e a anemometria de fio quente medem a velocidade em um ponto apenas. Na técnica PIV, a concentração de partículas  é tal que seja possível identificá-las individualmente, todavia não sendo possível rastrear suas trajetórias individuais entre duas imagens. Quando a concentração de partículas é tão pequena que se torna possível seguir suas trajetórias individuais, a técnica empregada é chamada velocimetria por rastreamento de partículas (PTV, em inglês). 
Um sistema PIV típico consiste em uma câmera (normalmente uma câmera digital com um chip CCD, em sistemas modernos), um laser acoplado a um conjunto ótico para delimitar a região do escoamento a ser iluminada (normalmente lentes cilíndricas), um sincronizador controlando o disparo da câmera e dos pulsos laser, as partículas traçadoras e o próprio fluido a ser investigado. As imagens capturadas pela câmera são então pós-processadas por um software PIV.

## Princípio de funcionamento da técnica PIV
A técnica PIV vem sendo largamente utilizada na última década para realizar medições instantâneas do campo de velocidade em regiões extensas do escoamento. O seu princípio básico consiste em iluminar uma seção do escoamento em dois instantes de tempo próximos (da ordem de micro segundos de intervalo entre pulsos) por meio de um plano de luz laser pulsada, registrando a posição de partículas traçadoras previamente distribuídas no fluido, geralmente por meio de câmera digital (Raffel et al 2007).
Esta técnica apresenta como principais características o ser não intrusiva, a possibilidade da medição de regiões extensas do escoamento e a possibilidade da medição de campos instantâneos de velocidade. Trata-se de um grande avanço em relação às técnicas tradicionais que somente fornecem medições pontuais do campo de velocidade.
Como limitações da técnica PIV podem ser mencionadas a necessidade do fluido de trabalho e da seção de destes serem transparentes ao comprimento de onda da fonte de iluminação e a limitação da resolução temporal das medidas, ainda inferior àquelas obtidas por técnicas pontuais como anemometria a laser ou de fio quente.
No fluido em escoamento, são introduzidas partículas traçadoras de pequeno diâmetro que devem acompanhar fielmente o escoamento. A região onde se deseja medir a velocidade do escoamento é iluminada com o plano de laser e as imagens são capturadas por uma câmera situada em posição ortogonal à seção de testes. Duas imagens são adquiridas num pequeno intervalo de tempo e armazenadas no computador.
As imagens armazenadas são divididas em pequenas áreas, chamadas de janelas de interrogação, que são tratadas por métodos estatísticos (correlação cruzada) para determinação do deslocamento das partículas e, por conseguinte, o campo de velocidade desejado.
Através da aplicação de algoritmos de pós-processamento, o campo de velocidade é analisado para identificar a possível presença de vetores espúrios que podem ser obtidos em regiões com baixa visibilidade ou falta de partículas. Estes vetores, que se espera de serem em número desprezível, são eliminados nesta etapa e substituídos por vetores interpolados. Na etapa de pós-processamento, caso desejável, o campo de velocidade é filtrado para atenuar a presença de ruído (Raffel et al.2007).
A montagem típica de um sistema de Velocimetria por Imagem de Partícula consiste na utilização de subsistemas que trabalham de forma integrada e sincronizada, e são eles: o subsistema de iluminação (laser), o subsistema de aquisição de imagens (câmera CCD) e o subsistema de processamento e visualização de dados (computador).

## Deslocamento de partículas e velocidade de escoamento
O método PIV possibilita a medição de velocidade por meio da análise de deslocamento de partículas, podendo ser usado para medições instantâneas de velocidade e de outras propriedades relacionadas com dinâmica dos fluidos. Sendo assim, o fluido precisa conter partículas que possam ser acompanhadas ao longo do tempo, uma vez que o movimento dessas partículas é responsável por fornecer as informações de interesse sobre fluxo que está sendo estudado. Caso o fluido não possua essa característica, as chamadas partículas traçadoras podem ser adicionadas ao escoamento, servindo de marcadores. Além disso, para o uso correto do método PIV, é necessário que as partículas (naturais ou adicionadas) sigam fielmente a dinâmica do fluxo.

## Como funciona o PIV
Assim como a maioria dos métodos de medição, este também pode ser estudado por etapas. Primeiramente, uma determinada região do escoamento é iluminada por um plano de luz emitido por um laser pulsado. A luz espalhada pelas partículas traçadoras presentes no escoamento é capturada por uma câmera, normalmente posicionada de forma perpendicular ao plano de luz. Dessa forma, ocorre o registro da posição das partículas no escoamento, nesse primeiro instante de tempo. Após um tempo t (previamente definido), um segundo pulso de laser é emitido, iluminando a mesma região do escoamento. De forma sincronizada, a câmera registra a nova posição das partículas em uma segunda imagem.
Uma vez capturadas as imagens, a análise de deslocamento das partículas pode ser feita de duas maneiras fundamentais: por meio de processamento digital, ou manualmente, se a quantidade de partículas for pequena. Utilizado no passado, este último método pode consumir um grande número de horas de trabalho, além de geralmente produzir resultados com resoluções não satisfatórias. Por sua vez, o processamento digital de imagens proporcionou um salto significativo na qualidade dos resultados obtidos com o PIV, permitindo o acompanhamento de uma grande quantidade de partículas e viabilizando a obtenção de estimativas de velocidade e sentido de deslocamento em poucos segundos.
Basicamente, o processamento digital consiste de uma análise estatística para determinação dos deslocamentos das partículas. Para isso, duas imagens consecutivas no tempo são divididas em pequenas áreas chamadas de janelas de interrogação. Tais janelas devem ser pequenas o suficiente para garantir que a velocidade nesta região seja uniforme. Em seguida, é realizada uma correlação espacial cruzada entre janela de interrogação da primeira image com a janela correspondente da segunda imagem, resultando no pico de correlação, que corresponde ao deslocamento das partículas entre os instantes de tempo t. Atualmente, o custo financeiro de um sistema como esse não chega a ser expressivo: a captura das imagens por ser feitas por meio de uma filmagem simples, da qual os frames de interesse podem ser posteriormente extraídos, com o período de amostragem desejado. Já o processamento das imagens, pode ser realizado em computadores comuns, amplamente disponíveis no mercado.
Outros métodos utilizados para medir características de escoamentos são velocimetria laser e anemometria de fio quente. A principal diferença entre o método PIV e os demais métodos é que o primeiro produz campos vetoriais bidimensionais, enquanto os últimos resultam em medidas pontuais de velocidade. Além disso, pode-se dizer que a velocimetria por imagem de partículas inclui-se nos métodos não intrusivos de medição, pois não utiliza nenhum tipo de ação mecânica.

## Vantagens
A técnica Velocimetria por imagem de partículas (PIV) é caracterizado pelas seguintes vantagens:
- É um método não intrusivo;
- Fornece medições de velocidade de escoamento após um curto período de processamento;
- Capaz de fornecer o sentido de deslocamento das partículas do escoamento.

## Limitações
O método PIV possui as seguintes desvantagens:
- Precisa que o fluido contenha partículas (naturais ou adicionadas) bem definidas, que possam ser rastreadas ao longo do tempo, por meio de imagens sucessivas;

- O algoritmo de processamento de imagens possui uma exigência computacional relativamente alto, necessitando de várias iterações para o cálculo de cada resultado.[3]

## Aplicações
Como exemplos de aplicação do método PIV, pode-se citar:
- Bald e Yianneskis (2004), utilizaram o PIV para medir as velocidades médias em um tanque agitado por uma turbina, sendo determinadas as medidas diretas da distribuição realizada com o PIV.

- Weitbrecht et. al (2002), usaram o PIV para verificar a turbulência gerada em escoamento bidimensional representativo de rios e canais de água rasas, medindo assim a dinâmica do fluxo na superfície da água.

A técnica também possui aplicações em medicina, 
- Ferrara (2005) usou a técnica de PIV para estudar o fluxo sanguíneo no interior de uma câmara sanguínea de um dispositivos de assistência circulatória pediátrico (DAVP) que são dispositivos de assistência ventricular. Dessa forma foi possível caracterizar e minimizar possíveis regiões de estagnação ou de cisalhamento no desenho da câmara sanguínea do dispositivo, potenciais causadoras de formação de coágulos ou de hemólise do sangue. [4]

Além disso, uma outra linha de aplicação pode ser vista em medições de deslocamentos em materiais sólidos, como em uma madeira sob deformação. Neste caso, as partículas podem ser inseridas na superfície, ou mesmo, pode-se aproveitar das irregularidades da mesma. 

## Detalhamento do Método de Análise das Imagens
No caso da técnica PIV, a densidade de partículas na imagem é elevada, não permitindo que o deslocamento individual de cada partícula seja determinado. A alternativa disponível é estudar-se o deslocamento de pequenas regiões na imagem contendo cerca de uma dezena de partículas e assumir-se que, devido às pequenas dimensões desta região, não há gradientes apreciáveis de velocidade e que as partículas ali contidas deslocam-se preservando suas distâncias relativas entre os dois instantes de tempo considerados. Esta técnica aplica-se a escoamentos predominantemente bi-dimensionais, tendo a direção principal do escoamento alinhada com o plano de luz. Técnicas para a determinação de campos de velocidade tri-dimensionais em regiões bi-dimensionais do espaço já estão disponíveis 

### Método da correlação cruzada de imagens
O método da correlação cruzada das imagens é empregado para determinar o campo de velocidades quando dispõe-se de duas imagens sucessivas do escoamento. Isto é obtido empregando-se o modo de operação pulso único/duplo quadro mencionado anteriormente. A aplicação do algoritmo de correlação cruzada normalizada bi-dimensional, permite determinar o módulo, a direção e também o sentido de cada vetor que compõe o campo de velocidade medido. Para tal são necessárias duas imagens, uma obtida no instante t (Imagem 1) e outra em t+∆t (Imagem 2). Uma região contendo o ponto no qual desejamos determinar a velocidade é selecionada na Imagem 1, e então a mesma configuração das partículas é procurada na imagem 2.

### Métodos para detecção dos picos de correlação
Os métodos de correlação cruzada ou auto correlação utilizam a posição do ponto de maior valor da função de correlação como indicação da localização do deslocamento das partículas. Como as imagens de origem que são analisadas são discretas, a localização das coordenadas dos picos de correlação é realizada como uma resolução da ordem de 1 pixel, o que limita a incerteza da técnica de medição. Alguns métodos foram propostos para diminuir a incerteza da localização dos picos para frações de pixel. Estes métodos são baseados no ajuste de funções de interpolação aos picos de correlação e posterior busca dos pontos de máximo com resolução sub-pixel. Os métodos utilizados com sucesso são baseados em ajustes parabólicos ou Gaussiano. apresentam uma revisão destes métodos, indicando que incertezas da ordem de 1/20 de pixel podem ser obtidas na localização dos picos de correlação e, portanto, na velocidade medida.

### Pós-processamento dos dados
A principal vantagem do método PIV sobre técnicas convencionais de medição de escoamentos é a possibilidade de determinação de campos instantâneos de velocidade em regiões extensas do escoamento. A medição destes campos instantâneos permite que quantidades integrais ou derivadas de interesse sejam calculadas. Dentre esta, destaca-se campos instantâneos de vorticidade , taxa de deformação, circulação e fluxos de massa. Uma quantidade significativa de vetores velocidade fica disponível para análise. Se a técnica PIV é bem aplicada, apenas uma pequena fração dos vetores calculados são errados. Uma inspeção visual do mapa de vetores indica claramente vetores em erro. Estes vetores devem ser descartados para evitar que o cálculo das quantidades derivadas e integrais seja contaminada por estes vetores espúrios. Várias técnicas foram propostas para remover os vetores errados. Em sua maioria as técnicas de remoção são baseadas na comparação de vetores com seus vizinhos e aplicação critérios de desvio máximo. Alguns métodos baseiam-se na verificação da conservação de massa em células vizinhas aos vetores testados. Após identificados, os vetores errados são removidos e devem ser substituídos por vetores interpolados para que não haja vazios no campo de velocidade medido. Estes vazios provocam problemas graves no cálculo posterior das quantidades derivadas, como a vorticidade.

### Inteligência Artificial PIV
Com o desenvolvimento da inteligência artificial, surgiram publicações científicas e softwares comerciais propondo cálculos PIV baseados em aprendizado profundo e redes neurais convolucionais. A metodologia utilizada deriva principalmente de redes neurais de fluxo óptico populares em visão de máquina. Um conjunto de dados que inclui imagens de partículas é gerado para treinar os parâmetros das redes. O resultado é uma rede neural profunda para PIV que pode fornecer estimativa de movimento denso, até um máximo de um vetor para um pixel, se as imagens gravadas permitirem. AI PIV promete um campo de velocidade denso, não limitado pelo tamanho da janela de interrogação, que limita o PIV tradicional a um vetor por 16 x 16 pixels. 